# Hildegard Jäckel
Hildegarde Jäckel (née le 3 juin 1903 à Dresde et décédée le 2 mars 1974 dans la même ville) est une photographe allemande. Durant plus de trois décennies, elle réalise des portraits photographiques de personnalités du monde de l'éducation, de la science, de l'art et de la culture.  
Elle est admise dans l'Association des artistes visuels de la RDA (de) (Verband Bildender Künstler der DDR), à la suite de la publication de ses photos du chef d'orchestre Rudolf Kempe en 1954,.

## Biographie
Hildegard Jäckel est la fille du sculpteur Paul Jäckel et de son épouse Martha. Elle grandit dans la Krügerstrasse avec ses frères et sœurs Hertha et Heinz. Elle effectue un apprentissage de photographe auprès du photographe Bruno Wiehr, qui dirige une boutique photo avec un studio de portrait à Dresde et réalise également des films publicitaires. 
Au décès de son père, elle vit avec sa mère, qui continue l'entreprise de pierre tombale de son mari, dans la maison familiale dans la Krügerstrasse. Elle a alors un espace commercial sur la Weißen Hirsch, Bautzner Landstrasse 34, d'environ 1926/27 à 1934. Peu après elle perd aussi son fiancé dans le naufrage d'un voilier-école et vit ensuite avec Hanna Schmidt.

## Œuvre
Hildegard Jäckel est une photographe importante des années 1920 aux années 1950 et est considérée comme une maîtresse du portrait. Elle travaille en Allemagne de l'Est et de l'Ouest  et se consacre exclusivement à la photographie noir et blanc en moyen format. Ses portraits de personnalités de l'éducation et de la science, de l'art et de la culture, principalement de Dresde, sont en grande partie réalisés en studio, mais aussi parfois dans la sphère privée ou professionnelle des sujets afin de les montrer le plus authentiquement possible dans leur environnement. En 1944, elle réalise ainsi une série de portraits de Richard Strauss, photographie Carl Orff dans son appartement munichois (1953), Hermann Henselmann à la Bauakademie de Berlin, Karl Kröner peignant dans son studio à Radebeul ou encore le chef d'orchestre Rudolf Kempe. À Dresde, elle photographie Bernd Aldenhoff, Wilhelm Hübner, Hans Jüchser, Rudolf Neuhaus, Friedrich Paulus et Elfride Trötschel. Elle réalise des études de tête d'acteurs et de chanteurs ainsi que des études de main de chefs d'orchestre et d'artistes visuels.
En dehors des portraits, elle a fait quelques photos de paysages et d'architecture.
Entre 1935 et 1938, elle a un atelier dans la tour de l'Albertplatz à Dresde. Plus tard elle déménage dans la Prager Straße 18 II où elle réalise, entre autres, les photos de Gerhart Hauptmann, Max Planck et Paul Hoffman. Vers 1943, elle installe son studio de prises de vues à la Bayreuther Straße 40 III. La plus grande partie de son travail photographique avant 1945 est détruit lors des bombardements de la ville en février 1945. Seuls subsistent un portrait du chanteur Arno Schellenberg, des reproductions de ses portraits de Gerhart Hauptmann, huit reproductions personnelles de sa série de portraits de Richard Strauss réalisés en 1944 à l'occasion des 80 ans du compositeur, d'anciennes bandes de films de la station balnéaire baltique de Wustrow de 1940 et quelques photos de famille datant des années 1920,. 
Après la guerre, elle change encore plusieurs fois d'adresse jusqu'à ce qu'elle se retire finalement en 1958 dans la maison de son enfance sur la Krügerstrasse à Dresde.  
La Bibliothèque d'État de Saxe a acquis les archives de Hildegard Jäckel en 1985. Elles représentent deux décennies de travail d'après-guerre, de 1945 à 1967, et environ 20 000 négatifs. La plupart sont en nitrate de cellulose et menacés d'auto-décomposition irréversible. Ils ont été numérisés pour en assurer la sauvegarde et figurent maintenant dans les collections de la Deutsche Fotothek Dresden. Un lexique illustré de contemporains connus et inconnus a été réalisé sur la base de ses portraits,,. 

## Expositions
- 2003 : Kaffee Wippler, Photographies de Hildegard Jäckel à l'occasion du 100e anniversaire de sa naissance.

## Publication
- Hildegard Jäckel, Gottfried Schmiedel, Bildnis des schaffenden Künstlers. Ein Dirigent bei der Arbeit , Texte et 24 portraits de Rudolf Kempe pendant la répétition de la 2eme symphonie de Johannes Brahms, Leipzig: Breitkopf & Härtel Musikverlag, 1954, 50 p.